# Xenodochus (kever)
Xenodochus is een geslacht van kevers uit de familie van de loopkevers (Carabidae). De wetenschappelijke naam van het geslacht is voor het eerst geldig gepubliceerd in 1941 door Andrewes.

## Soorten
Het geslacht Xenodochus omvat de volgende soorten:
- Xenodochus dabreui (Andrewes, 1924)
- Xenodochus exaratus (Dejean, 1829)
- Xenodochus mediocris (Andrewes, 1936)
- Xenodochus melanarius (Boheman, 1848)
- Xenodochus micans (Dejean, 1831)
- Xenodochus nigerianus Basilewsky, 1946
- Xenodochus penthicus (Jeannel, 1948)
- Xenodochus senegalensis (Dejean, 1829)
- Xenodochus usambaranus Basilewsky, 1948